# Egvekinot
Egvekinot (Russisch: Эгвекинот) is een nederzetting met stedelijk karakter in het Russische autonome district Tsjoekotka in het noordoosten van het Russische Verre Oosten aan de kust van de Beringzee. Het is het bestuurlijk centrum van het district Ioeltinski. Egvekinot ligt aan de 35 kilometer lange Krestabaai (onderdeel van de Golf van Anadyr) en wordt omringd door bergtoppen tot 800 meter. Het ligt op 32 kilometer van de noordpoolcirkel, 236 kilometer van Anadyr, 1675,5 kilometer van Magadan en 6097,3 kilometer van Moskou. De plaats vormt een haven en heeft een eigen luchthaven.

## Klimaat en weersomstandigheden
Het klimaat in de plaats wordt onder invloed van de Beringzee gekenmerkt door een moessonklimaat. De gemiddelde jaarlijkse temperatuur bedraagt -6,3°C. In februari is het er het koudst met gemiddeld -19,1°C. De laagste temperatuur die er werd gemeten was -46,9°C in februari 1993. De winter duurt er gemiddeld van oktober tot april en wordt gekenmerkt door onstabiele weersomstandigheden met veel wind en 50 tot 100 dagen sneeuwstormen. De zomer duurt van juni tot de derde week van augustus. De gemiddelde jaarlijkse neerslag bedraagt 500 tot 600 millimeter. Het gebied rond de plaats wordt gekenmerkt door een hoge luchtvochtigheid (80% in de zomer, 70% in de winter), waardoor het zicht er vaak slecht is.

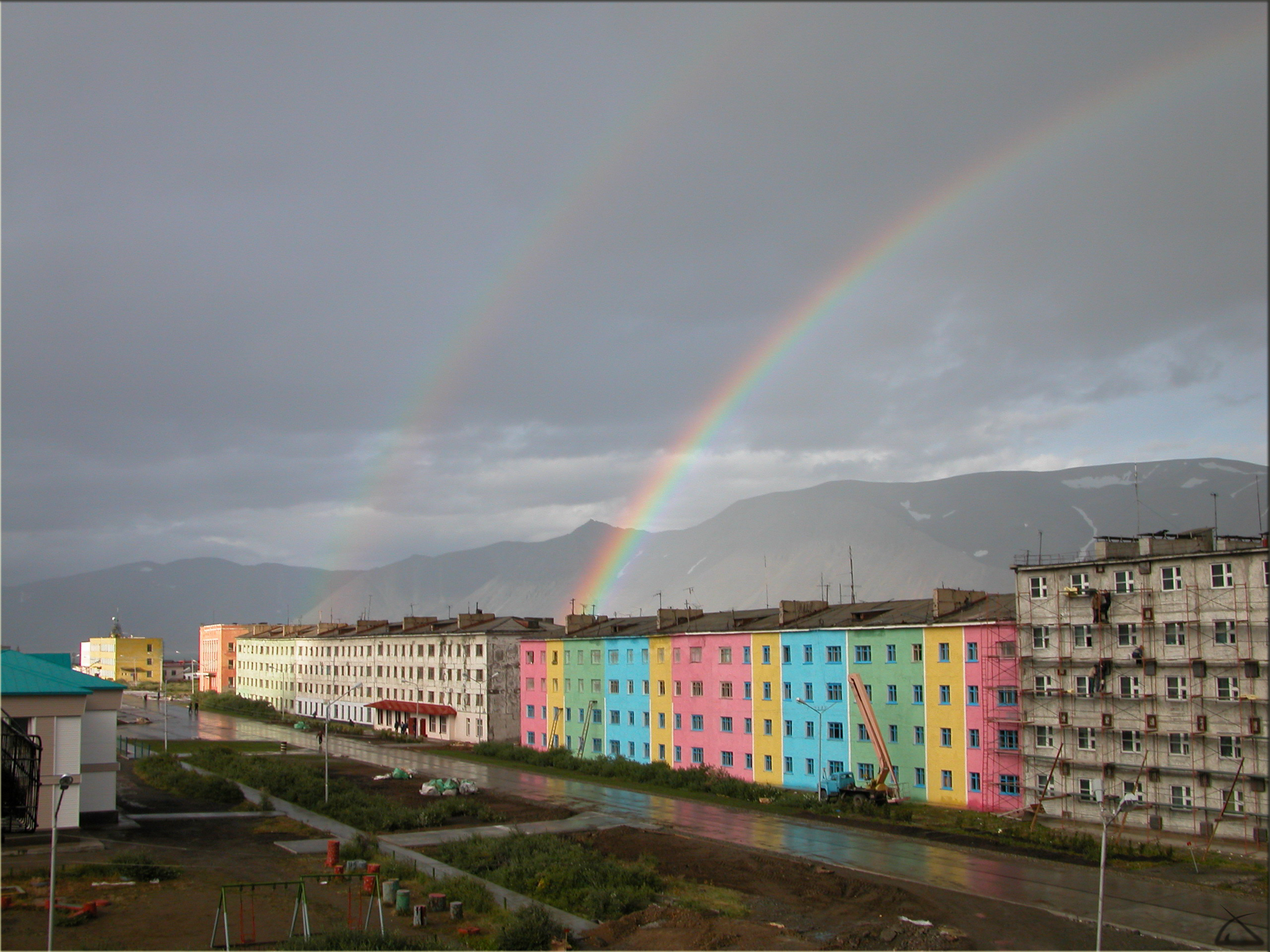
Zicht op Egvekinot.

Bestuurlijk centrum: Egvekinot

Amgoeëma · Billings · Ioeltin(†) · Konergino · Leningradski(†) · Mys Sjmidta · Noetepelmen · Oeëlkal · Oesjakovskoje(†) · Ozjorny · Poljarny(†) · Ryrkajpi · Vankarem · Vostotsjny(†)